# Hòrgas (Alts Pirineus)
Hòrgas (en francès Horgues) és un municipi francès situat al departament dels Alts Pirineus i a la regió d'Occitània. Limita a l'oest amb Audòs, al nord amb La Lobèra i Soas, a l'est amb Salas d'Ador i al sud amb Momeras.

## Demografia
| 1962                                       | 1968 | 1975 | 1982 | 1990 | 1999 | 2007  |
| ------------------------------------------ | ---- | ---- | ---- | ---- | ---- | ----- |
| 379                                        | 401  | 453  | 637  | 878  | 975  | 1.159 |
| Des de 1962: població sense dobles comptes |      |      |      |      |      |       |

## Administració
| Període   | Identitat           | Partit |
| --------- | ------------------- | ------ |
| 1977-1994 | Jean Schoen         |        |
| 1994-2008 | Jean Dubarry        | PRG    |
| 2001-     | Jean-Michel Ségneré | UMP    |